# Finale du Grand Prix ISU 2012-2013
Navigation
Édition précédente Édition suivante
La finale du Grand Prix ISU est la dernière épreuve qui conclut chaque année le Grand Prix international de patinage artistique organisé par l'International Skating Union. Elle accueille des patineurs amateurs de niveau senior dans quatre catégories: simple messieurs, simple dames, couple artistique et danse sur glace.
Pour la saison 2012/2013, la finale est organisée du 6 au 9 décembre 2012 au centre de patinage artistique Iceberg à Sotchi en Russie. Il s'agit de la 18e finale depuis la création du Grand Prix ISU en 1995.
Cette finale du Grand Prix ISU est l'événement test pour les compétitions de patinage artistique des Jeux olympiques d'hiver de 2014 qui vont avoir lieu dans cette même arène. 

## Qualifications
Seuls les patineurs qui atteignent l'âge de 14 ans au 1er juillet 2012 peuvent participer aux épreuves du Grand Prix ISU 2012/2013. Les épreuves de qualifications sont successivement :
- le Skate America du 19 au 21 octobre 2012 à Kent
- le Skate Canada du 26 au 28 octobre 2012 à Windsor
- la Coupe de Chine du 2 au 4 novembre 2012 à Shanghai
- la Coupe de Russie du 9 au 11 novembre 2012 à Moscou
- le Trophée de France du 15 au 18 novembre 2012 à Paris
- le Trophée NHK du 22 au 25 novembre 2012 à Sendai

Les patineurs participent à un ou deux grands-prix. Les six patineurs qui ont obtenu le plus de points sont qualifiés pour la finale et les trois patineurs suivants sont remplaçants.
|             | Messieurs         | Dames                        | Couples                                 | Danse sur glace                      |
| ----------- | ----------------- | ---------------------------- | --------------------------------------- | ------------------------------------ |
| 1           | Patrick Chan      | Ashley Wagner                | Tatiana Volosozhar / Maksim Trankov     | Meryl Davis / Charlie White          |
| 2           | Yuzuru Hanyu      | Mao Asada                    | Vera Bazarova / Yuri Larionov           | Tessa Virtue / Scott Moir            |
| 3           | Takahiko Kozuka   | Kiira Korpi                  | Pang Qing / Tong Jian                   | Nathalie Péchalat / Fabian Bourzat   |
| 4           | Tatsuki Machida   | Akiko Suzuki                 | Yuko Kavaguti / Alexandre Smirnov       | Ekaterina Bobrova / Dmitri Soloviev  |
| 5           | Javier Fernández  | Ioulia Lipnitskaïa (Forfait) | Meagan Duhamel / Eric Radford           | Elena Ilinykh / Nikita Katsalapov    |
| 6           | Daisuke Takahashi | Elizaveta Tuktamysheva       | Kirsten Moore-Towers / Dylan Moscovitch | Anna Cappellini / Luca Lanotte       |
| Remplaçants |                   |                              |                                         |                                      |
| 1er         | Jeremy Abbott     | Christina Gao (Remplaçante)  | Caydee Denney / John Coughlin           | Kaitlyn Weaver / Andrew Poje         |
| 2e          | Florent Amodio    | Mirai Nagasu                 | Stefania Berton / Ondrej Hotarek        | Ekaterina Riazanova / Ilia Tkachenko |
| 3e          | Ross Miner        | Kanako Murakami              | Ksenia Stolbova / Fedor Klimov          | Maia Shibutani / Alex Shibutani      |

Julia Lipnitskaïa est forfait à cause d'une légère commotion cérébrale. Elle est remplacée par l'Américaine Christina Gao.

## Résultats

### Messieurs

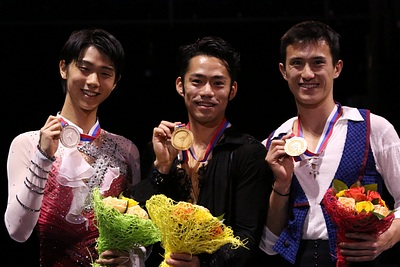
Podium des Messieurs

| Rang | Nom               | Pays    | Points | Programme court | Programme court | Programme libre | Programme libre |
| ---- | ----------------- | ------- | ------ | --------------- | --------------- | --------------- | --------------- |
| 1    | Daisuke Takahashi | Japon   | 269.40 | 1               | 92.29           | 3               | 177.11          |
| 2    | Yuzuru Hanyu      | Japon   | 264.29 | 3               | 87.17           | 2               | 177.12          |
| 3    | Patrick Chan      | Canada  | 258.66 | 2               | 89.27           | 4               | 169.39          |
| 4    | Javier Fernández  | Espagne | 258.62 | 5               | 80.19           | 1               | 178.43          |
| 5    | Takahiko Kozuka   | Japon   | 253.27 | 4               | 86.39           | 5               | 166.88          |
| 6    | Tatsuki Machida   | Japon   | 198.63 | 6               | 70.58           | 6               | 128.05          |

### Dames

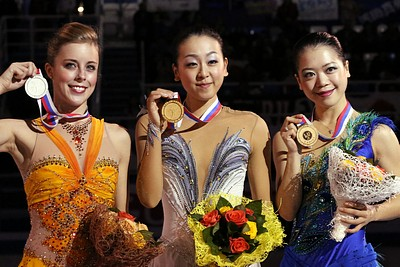
Podium des Dames

| Rang | Nom                    | Pays       | Points | Programme court | Programme court | Programme libre | Programme libre |
| ---- | ---------------------- | ---------- | ------ | --------------- | --------------- | --------------- | --------------- |
| 1    | Mao Asada              | Japon      | 196.80 | 1               | 66.96           | 1               | 129.84          |
| 2    | Ashley Wagner          | États-Unis | 181.93 | 2               | 66.44           | 4               | 115.49          |
| 3    | Akiko Suzuki           | Japon      | 180.77 | 3               | 65.00           | 3               | 115.77          |
| 4    | Kiira Korpi            | Finlande   | 174.94 | 4               | 63.42           | 5               | 111.52          |
| 5    | Elizaveta Tuktamysheva | Russie     | 173.75 | 5               | 56.61           | 2               | 117.14          |
| 6    | Christina Gao          | États-Unis | 154.54 | 6               | 48.56           | 6               | 105.98          |

### Couples
| Rang | Nom                                     | Pays   | Points | Programme court | Programme court | Programme libre | Programme libre |
| ---- | --------------------------------------- | ------ | ------ | --------------- | --------------- | --------------- | --------------- |
| 1    | Tatiana Volosozhar / Maksim Trankov     | Russie | 204.55 | 1               | 73.46           | 2               | 131.09          |
| 2    | Vera Bazarova / Yuri Larionov           | Russie | 201.60 | 2               | 70.14           | 1               | 131.46          |
| 3    | Pang Qing / Tong Jian                   | Chine  | 192.81 | 3               | 64.74           | 3               | 128.07          |
| 4    | Meagan Duhamel / Eric Radford           | Canada | 187.09 | 4               | 64.20           | 4               | 122.89          |
| 5    | Kirsten Moore-Towers / Dylan Moscovitch | Canada | 180.45 | 5               | 60.95           | 6               | 119.50          |
| 6    | Yuko Kavaguti / Alexandre Smirnov       | Russie | 178.72 | 6               | 58.02           | 5               | 120.70          |

### Danse sur glace
| Rang | Nom                                 | Pays       | Points | Danse courte | Danse courte | Danse libre | Danse libre |
| ---- | ----------------------------------- | ---------- | ------ | ------------ | ------------ | ----------- | ----------- |
| 1    | Meryl Davis / Charlie White         | États-Unis | 183.39 | 1            | 73.20        | 1           | 110.19      |
| 2    | Tessa Virtue / Scott Moir           | Canada     | 179.83 | 2            | 71.27        | 2           | 108.56      |
| 3    | Nathalie Péchalat / Fabian Bourzat  | France     | 170.18 | 3            | 68.70        | 3           | 101.48      |
| 4    | Anna Cappellini / Luca Lanotte      | Italie     | 165.64 | 5            | 66.11        | 4           | 99.53       |
| 5    | Ekaterina Bobrova / Dmitri Soloviev | Russie     | 158.09 | 4            | 66.23        | 6           | 91.86       |
| 6    | Elena Ilinykh / Nikita Katsalapov   | Russie     | 156.36 | 6            | 63.56        | 5           | 92.80       |

## Sources
- (en) Résultats de la finale 2012/2013 du Grand Prix ISU sur le site de l'ISU
- Patinage Magazine N°133 (Hiver 2012-2013)